# Timo Lahtinen
Timo Lahtinen, född 24 maj 1947 i Tammerfors, Finland, är en finländsk tidigare ishockeyspelare och numera ishockeytränare. Han var länge aktiv i Sverige, och förde Malmö IF till SM-guld säsongerna 1991/1992 och 1993/1994. Han vann dessutom SM-guld med Södertälje SK säsongen 1984/1985. Hans uttalanden om behovet av att spela "äckligt disciplinerat" (med en tydlig finsk brytning) har också blivit ihågkomna, liksom "Jag är sockad, krapparna spelade som särringar".

## Meriter
- Spelade säsongen 1969/1970 i Ilves i Tammerfors, Finland. Han spelade 18 matcher, gjorde 5 mål och 0 assist. Han tillbringade 4 minuter på utvisningsbänken.[3]
- Spelade säsongen 1972/1973 i HJK i Helsingfors, Finland. På 36 matcher gjorde han 8 mål och 6 assist, och var utvisad 8 minuter.[3]
- Tränare för Malmö IF 1989-1994
- Tränare för Cologne Sharks i Köln, Tyskland säsongen 1998/1999.[3]
- Vinnare av Bauhaus-stolen 23 november 2024 under handbollslandskampen Sverige-Polen i Ystad Arena

### Fotnoter
1. ↑  Jan Lewenhagen (19 april 2004). ”Golfaren” (på svenska). Dagens Nyheter. http://www.dn.se/sport/golfaren. Läst 11 augusti 2011.
2. ↑  Peter Johnson. ”Utländska värvningar”. HV 71. Arkiverad från originalet den 1 september 2010. https://web.archive.org/web/20100901105102/http://www.hv71.se/Dump/Historia/Utlandska-varvningar/. Läst 12 mars 2012.
3. 1 2 3  ”Arkiverade kopian”. Arkiverad från originalet den 29 september 2010. https://web.archive.org/web/20100929142106/http://www.hockeydb.com/ihdb/stats/pdisplay.php?pid=57798. Läst 17 april 2009.